# 1271 год
1271 (ты́сяча две́сти се́мьдесят пе́рвый) год  по юлианскому календарю — невисокосный год, начинающийся в четверг. Это 1271 год нашей эры, 1‑й год 8‑го десятилетия XIII века 2‑го тысячелетия, 2‑й год 1270‑х годов. Он закончился 754 года назад.
| Пн | Вт | Ср | Чт | Пт | Сб | Вс |
|    |    |    | 1  | 2  | 3  | 4  |
| 5  | 6  | 7  | 8  | 9  | 10 | 11 |
| 12 | 13 | 14 | 15 | 16 | 17 | 18 |
| 19 | 20 | 21 | 22 | 23 | 24 | 25 |
| 26 | 27 | 28 | 29 | 30 | 31 |    |

| Пн | Вт | Ср | Чт | Пт | Сб | Вс |
|    |    |    |    |    |    | 1  |
| 2  | 3  | 4  | 5  | 6  | 7  | 8  |
| 9  | 10 | 11 | 12 | 13 | 14 | 15 |
| 16 | 17 | 18 | 19 | 20 | 21 | 22 |
| 23 | 24 | 25 | 26 | 27 | 28 |    |

| Пн | Вт | Ср | Чт | Пт | Сб | Вс |
|    |    |    |    |    |    | 1  |
| 2  | 3  | 4  | 5  | 6  | 7  | 8  |
| 9  | 10 | 11 | 12 | 13 | 14 | 15 |
| 16 | 17 | 18 | 19 | 20 | 21 | 22 |
| 23 | 24 | 25 | 26 | 27 | 28 | 29 |
| 30 | 31 |    |    |    |    |    |

| Пн | Вт | Ср | Чт | Пт | Сб | Вс |
|    |    | 1  | 2  | 3  | 4  | 5  |
| 6  | 7  | 8  | 9  | 10 | 11 | 12 |
| 13 | 14 | 15 | 16 | 17 | 18 | 19 |
| 20 | 21 | 22 | 23 | 24 | 25 | 26 |
| 27 | 28 | 29 | 30 |    |    |    |

| Пн | Вт | Ср | Чт | Пт | Сб | Вс |
|    |    |    |    | 1  | 2  | 3  |
| 4  | 5  | 6  | 7  | 8  | 9  | 10 |
| 11 | 12 | 13 | 14 | 15 | 16 | 17 |
| 18 | 19 | 20 | 21 | 22 | 23 | 24 |
| 25 | 26 | 27 | 28 | 29 | 30 | 31 |

| Пн | Вт | Ср | Чт | Пт | Сб | Вс |
| 1  | 2  | 3  | 4  | 5  | 6  | 7  |
| 8  | 9  | 10 | 11 | 12 | 13 | 14 |
| 15 | 16 | 17 | 18 | 19 | 20 | 21 |
| 22 | 23 | 24 | 25 | 26 | 27 | 28 |
| 29 | 30 |    |    |    |    |    |

| Пн | Вт | Ср | Чт | Пт | Сб | Вс |
|    |    | 1  | 2  | 3  | 4  | 5  |
| 6  | 7  | 8  | 9  | 10 | 11 | 12 |
| 13 | 14 | 15 | 16 | 17 | 18 | 19 |
| 20 | 21 | 22 | 23 | 24 | 25 | 26 |
| 27 | 28 | 29 | 30 | 31 |    |    |

| Пн | Вт | Ср | Чт | Пт | Сб | Вс |
|    |    |    |    |    | 1  | 2  |
| 3  | 4  | 5  | 6  | 7  | 8  | 9  |
| 10 | 11 | 12 | 13 | 14 | 15 | 16 |
| 17 | 18 | 19 | 20 | 21 | 22 | 23 |
| 24 | 25 | 26 | 27 | 28 | 29 | 30 |
| 31 |    |    |    |    |    |    |

| Пн | Вт | Ср | Чт | Пт | Сб | Вс |
|    | 1  | 2  | 3  | 4  | 5  | 6  |
| 7  | 8  | 9  | 10 | 11 | 12 | 13 |
| 14 | 15 | 16 | 17 | 18 | 19 | 20 |
| 21 | 22 | 23 | 24 | 25 | 26 | 27 |
| 28 | 29 | 30 |    |    |    |    |

| Пн | Вт | Ср | Чт | Пт | Сб | Вс |
|    |    |    | 1  | 2  | 3  | 4  |
| 5  | 6  | 7  | 8  | 9  | 10 | 11 |
| 12 | 13 | 14 | 15 | 16 | 17 | 18 |
| 19 | 20 | 21 | 22 | 23 | 24 | 25 |
| 26 | 27 | 28 | 29 | 30 | 31 |    |

| Пн | Вт | Ср | Чт | Пт | Сб | Вс |
|    |    |    |    |    |    | 1  |
| 2  | 3  | 4  | 5  | 6  | 7  | 8  |
| 9  | 10 | 11 | 12 | 13 | 14 | 15 |
| 16 | 17 | 18 | 19 | 20 | 21 | 22 |
| 23 | 24 | 25 | 26 | 27 | 28 | 29 |
| 30 |    |    |    |    |    |    |

| Пн | Вт | Ср | Чт | Пт | Сб | Вс |
|    | 1  | 2  | 3  | 4  | 5  | 6  |
| 7  | 8  | 9  | 10 | 11 | 12 | 13 |
| 14 | 15 | 16 | 17 | 18 | 19 | 20 |
| 21 | 22 | 23 | 24 | 25 | 26 | 27 |
| 28 | 29 | 30 | 31 |    |    |    |

## События
- 1271—1272 — Девятый крестовый поход в Святую землю[1].
  - Март — взятие Крак-де-Шевалье. Захват мамлюками под командованием султана Бейбарса крепости госпитальеров Крак-де-Шевалье. Бейбарс I отправился на север для взятия замка после смерти Людовика IX Французского[2].
  - 9 мая — Эдуард I прибывает в Акру с отрядом в 1000 человек, в том числе 225 рыцарей, когда город находился ещё в осаде, что принудило Бейсбарса I отказаться от осады[1].
  - Эдуард I прибыв в Акру, сразу же послал посольство в Персию к монгольскому правителю Абака-Хану с предложением о союзе[1].
  - Эдуард I взял штурмом Назарет, он предал мечу (казнил) всех жителей города, а затем организовал рейд в Сен-Жорж-де-Лебен[1].
  - Прибыли дополнительные силы из Англии, которыми командовал младший брат Эдуарда, Эдмунд, и войска короля Кипра Гуго III[1].
  - При поддержке тамплиеров, госпитальеров и тевтонцев организован набег на небольшой город Какун. Крестоносцы застали врасплох большой отряд туркменов, и, по некоторым данным, убили 1500 из них и угнали 5000 голов скота[1].
  - 4 сентября — Абака-Хан прислал ответ, в котором согласился на сотрудничество и спросил, в какой день следует совместно выступить на мамлюков[1].
  - Конец октября — армия монголов прибыла в Сирию. Сам хан, однако, был занят конфликтами в Туркестане, и поэтому смог отправить только 10 000 всадников под командованием темника[1].
  - Монголы разбили силы туркменов, которые защищали Алеппо, и продолжили нашествие к югу, грабя земли до Апамеи[1].
  - 12 ноября — монголы не задержались в Сирии. Когда Бейбарс I выступил с войском из Египта, монголы уже отступили за Евфрат вместе со взятой добычей[1].
  - Декабрь — Эдуард I со своим войском отразил нападение Бейбарса I на Акру[1].
  - Осада Триполи. Бейбарс I отказался продолжать осаду Триполи, хотя причина к этому решению неизвестна[1].
  - Бейбарс пришел к выводу о том, что скоро крестоносцы начнут нападение на Египет одновременно с моря и с суши. Осознавая опасность, он решил пресечь такой манёвр и приступил к постройке флота. После завершения постройки кораблей Бейбарс, вместо того, чтобы прямо атаковать армию крестоносцев, попытался высадиться на Кипре, надеясь отвлечь Гуго III (который также был номинальным королём Иерусалима) и его флот из Акры, завоевать остров и изолировать армию крестоносцев в Святой Земле. 17 галер мамлюков, выдававших себя за христианские суда, совершили нападение на Лимасол. В последовавшем морском сражении флот был уничтожен и войска Бейбарса были вынуждены отступить[1].
- 1260—1274 — Второе прусское восстание против Тевтонского ордена[3].
- Февраль — взятие мамлюкским султаном Египта Бейбарсом тамплиерского замка Сафита (Кастель Блан).[4]
- 21 февраля — 8 апреля — осада и взятие Бейбарсом замка госпитальеров Крак-де-Шевалье .[5]
- 9 мая — английский принц Эдуард (будущий король Эдуард I) высаживается в Акре, чтобы организовать военные операции против мусульман.[6]
- 2 июля — заключён первый Прессбургский мир между чешским королём Пржемыслом Оттокаром II и венгерским королём Иштваном V.
- 4 июля — Бейбарс берёт Монфор, главную твердыню Тевтонского ордена в Палестине.[4]
- 15 августа — Филипп III коронован на французский престол в Реймсском соборе.
- 1 сентября — кардинал Теобальд Висконти становится папой Григорием X.
- Бейбарс занимает практически всю территорию графства Триполи и безуспешно осаждает Триполи.
- Присоединение к королевскому домену Франции запада Тулузского графства (после смерти бездетного Альфонса де Пуатье), полное присоединение Оверни и начало присоединения Гиени.

- В Уэльсе достроен замок Кайрфилли.

### Монгольская империя
- 1252—1279 — Монгольское завоевание империи Южная Сун[7].
- 1267—1272 — осада монголами города Сянъяна.
- 1269—1273 — Восстание Самбёльчхо[англ.] в Корё против монголов и послушного им корейского короля. Под натиском монголов восставшие отступили на юг и укрепились на острове Чечжудо (Квельпарт).
- Осень — папа римский Григорий X направляет к великому хану Монголии послов — венецианцев Поло (Никколо, Маффео и Марко), Николая Виченцского и Гильома Триполийского.
- Менгу-Тимур организовал походы в Византию (по различным данным это было в 1269-1270 или 1271-1272 годах)[8].
- Хубилай объявляет свои владения империей Юань (1271—1294), официальное начало правления династии Юань в северном Китае. Резиденция великого хана монголов перенесена в Северный Китай, в Ханбалык.
- Хубилай издаёт «Положение о сельскохозяйственных общинах».

## Русь
Правление: 1264—1272 — Ярослав III Ярославич Тверской
- Весна 1271—1299 — Довмонт второй раз сел на княжение во Пскове (первый раз 1266—1270)[9].
- 23 апреля — Довмонт на р. Мироповна вместе с 60 псковичами на пяти насадах разбил войско Ливонского ордена (около 800 человек), которое разоряло пограничные псковские сёла[9].
- Во время правления князя Даниила Александровича Москва стала центром самостоятельного княжества.
- Ярослав Ярославич вместе с братом Василием Ярославичем и племянником Дмитрием Александровичем едут в Золотую Орду[10].
- Ярослав Ярославич получает от хана ярлык для открытия пути немецким купцам из Риги для проезда рижан по Суздальской земле в Золотую Орду (ранее получил для них ярлык в 1266 году для проезда по новгородской земле) [11].
- 16 сентября — Ярослав Ярославич умирает на обратном пути из Орды (по историкам А.В. Соколову и М.Д. Хмырову — 16 сентября). Похоронен в Твери в церкви святых Космы и Дамиана[10].

## Начало правления
См.также: Список глав государств в 1271 году
- Даниил Александрович (1271—1303).
- Папская область — Григорий X (1271—1276).
- Чагатайский улус — Негюбей.
- Юань (династия) — Хубилай (1271—1294)

## Наука
- Насир ад-Дин ат-Туси заканчивает работу над астрономическими таблицами, названными «Илхановский Зидж» (аз-Зидж ал-Илхани).[12]

## Родились
См. также: Категория:Родившиеся в 1271 году
- 8 сентября — Карл Мартелл (Анжуйский), титулярный король Венгрии.
- 16 сентября — Ярослав Ярославич, великий владимирский князь[11].
- 17 сентября — Вацлав II, король Богемии.
- 15 октября (по Т.С. Малыгину) — Михаил Ярославич, князь тверской. Назван в честь скончавшегося брата, тоже Михаила Ярославича[13].
- Рудольф II (герцог Австрии).
- Газан — ильхан Ирана (1295—1304).

## Скончались
См. также: Категория:Умершие в 1271 году
- Август — Борак-хан, правитель Чагатайского улуса.
- Конец осени — Михаил Ярославич, второй сын великого владимирского князя Ярослава Ярославича (не путать с третьим сыном, тоже Михаилом Ярославичем Тверским родившемся в этом году)[14].
- Киракос Гандзакеци — армянский историк.